# Calathus durango
Calathus durango är en skalbaggsart som beskrevs av Ball och Negre. Calathus durango ingår i släktet Calathus och familjen jordlöpare. Inga underarter finns listade i Catalogue of Life.